# Лопі

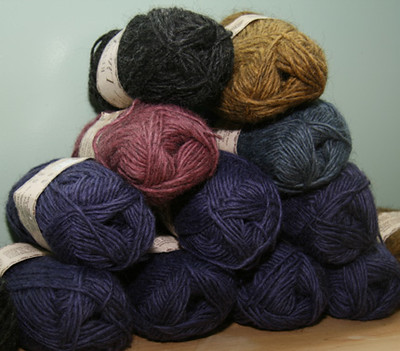
Оригінальна непрядена лопі приблизно 1920-ті роки

Лопі (ісландська: [ˈlɔːpɪ]) — вовна для в'язання з руна ісландських овець. Руно складається з двох шарів, кожен з яких має різний тип вовни. Вологостійке зовнішнє покриття містить довгі грубі волокна, а ізоляційний шар під ним складається з м'яких коротких волокон. Вони обробляються разом для створення лопі-рівниці та пряжі.
Рівниця, яка проходить через чесальну машину, виготовляється в дископодібних рулонах. Оригінальна непрядена лопі вперше була використана для в'язання приблизно у 1920-х роках. З плином часу стала доступною пряжа лопі різної товщини та легшого прядіння.
Більшість вовни, виробленої в Ісландії, обробляється Ístex, ісландською текстильною компанією. Вони виробляють 7 типів пряденої та непряденої пряжі лопі різноманітних відтінків з натурального руна у різних кольорах. Пряжа доступна в магазинах Ісландії та в усьому світі.
Характерні ісландські светри лопапейса зазвичай виготовляються з товстішої лопі.